# Ladislav Pecháček
Ladislav Pecháček (* 6. Dezember 1940 in Litomyšl) ist ein tschechischer Arzt, Schriftsteller und Drehbuchautor.

## Biografie
Ladislav Pecháček wurde als Sohn von Postbeamten geboren. Er machte 1958 seinen Abschluss am Gymnasium von Litoměřice. Anschließend studierte er Medizin in Hradec Králové. Nach seinem Abschluss 1964 arbeitete er in einem Militärhospital in Plzeň. Nachdem er aus politischen Gründen aus dem Militärdienst ausgeschieden war, arbeitete Pecháček ab 1971 als Hausarzt und ab 1990 als medizinischer Gutachter.

## Werke
- 1980: Amatéři
- 1982: Červená rozeta
- 1982: Sladkokyselé povídky
- 1985: Dobří holubi se vracejí
- 1988: Vážení přátelé, ano
- 1993: Konec básníků v Čechách
- 2004: Jak básníci neztrácejí naději

## Filmografie
- 1982: Wie die Welt um ihre Dichter kommt (Jak svet prichází o básníky)
- 1985: Wie Poeten ihre Illusion verlieren (Jak básníci pricházejí o iluze)
- 1988: Wie Poeten das Leben genießen (Jak básníkum chutná zivot)
- 1989: Vázení prátelé, ano
- 1993: Das Ende der Dichter in Böhmen (Konec básníku v Cechách)
- 2004: Jak básníci neztrácejí nadeji